# Enfield Grammar School
Enfield Grammar School es un colegio de educación secundaria para chicos entre 11 y 18 años en Enfield, al norte de Londres. Ofrece GCSEs, Bachillerato (A Levels) y otros cursos. El colegio está dividido en 'Upper School' y 'Lower School'.

## Historia
Enfield Grammar School fue fundada el 25 de mayo de 1558. El primer director conocido de la escuela fue William Bradshawe, quién fue director hasta el año 1600. La escuela fue selectiva hasta el 1967, cuando decidió unirse con Chace Boys School (actualmente Chace Community School). En 1970 las dos escuelas se separaron de nuevo y Chace se convirtió en coeducacional (colegio mixto).
Enfield Grammar era un colegio selectivo. Grammar school es un término que se utiliza en Reino Unido para referirse a las escuelas selectivas. Este tipo de colegios fueron populares a mediados de los años 40, pero con la aparición de las escuelas «no-selectivas» ("escuelas comprensivas") en los años 60 y 70, algunas grammar schools se volvieron independientes y de pago, mientras que la mayoría fueron abolidas o se volvieron comprensivas. En ambos casos, muchas de estas escuelas guardaron el apelativo grammar school.

## Localización
Los edificios del 'Upper School' está situada en el centro de Enfield y fueron expandidas a lo largo del tiempo. Una sala de actos fue construida a finales de la Segunda Guerra Mundial.
'Lower School' está situada al norte de Upper School. Entre Lower School y Upper School se encuentra Enfield County School, un colegio de chicas. El área donde se sitúa Lower School fue comprada en 1924 y al principio fue compartida con los alumnos de Enfield County. Hoy es usado normalmente para acomodar los alumnos más jóvenes. 

## Lema y sistema de casas
La lema del colegio es 'Tant que je puis'. Está en francés antiguo y se puede traducir como "Tanto Como Pueda". Fue creada por Dr. Robert Uvedale, director del colegio entre 1664 y 1676. 
El colegio tiene un sistema de casas para agrupar los alumnos durante diferentes actividades, especialmente en eventos deportivos. Los nombres de las casas son: Forty, Myddelton, Poynetts, Raleigh, St. Andrew's and Uvedale.